# Basketbal op de Olympische Zomerspelen 2020 – mannen
Het basketbaltornooi voor mannen tijdens de Olympische Zomerspelen 2020 in Tokio vond plaats in de Saitama Super Arena in Saitama.
Het toernooi bestond uit een groepsfase en een eindronde. De twaalf deelnemende teams waren verdeeld in drie groepen van vier. Binnen elke groep werd een halve competitie gespeeld waarna de beste 2 teams van elke groep en de 2 beste derdes doorgingen naar de kwartfinales. Vanaf daar werd via een knockoutsysteem gespeeld, met een troostfinale om de derde plaats te bepalen.

## Groepsfase

### Groep A

#### Stand
| Groep A |                  |             |             |             |            |            |            |        |                       |
| #       | Land             | Wedstrijden | Wedstrijden | Wedstrijden | Doelpunten | Doelpunten | Doelpunten | Punten | Kwalificatie          |
| #       | Land             | GW          | W           | V           | V          | T          | Saldo      | Punten | Kwalificatie          |
| 1       | Frankrijk        | 3           | 3           | 0           | 259        | 215        | +44        | 6      | Kwartfinale           |
| 2       | Verenigde Staten | 3           | 2           | 1           | 315        | 233        | +82        | 5      | Kwartfinale           |
| 3       | Tsjechië         | 3           | 1           | 2           | 245        | 294        | -49        | 4      | Mogelijke kwartfinale |
| 4       | Iran             | 3           | 0           | 3           | 206        | 283        | -77        | 3      |                       |

#### Wedstrijden
| Datum        | Land             | Resultaat | Land             |
| ------------ | ---------------- | --------- | ---------------- |
| 25 juli 2021 | Iran             | 78 - 84   | Tsjechië         |
| 25 juli 2021 | Frankrijk        | 83 - 76   | Verenigde Staten |
| 28 juli 2021 | Verenigde Staten | 120 - 66  | Iran             |
| 28 juli 2021 | Tsjechië         | 77 - 97   | Frankrijk        |
| 31 juli 2021 | Iran             | 62 - 79   | Frankrijk        |
| 31 juli 2021 | Verenigde Staten | 119 - 84  | Tsjechië         |

### Groep B

#### Stand
| Groep A |           |             |             |             |            |            |            |        |                       |
| #       | Land      | Wedstrijden | Wedstrijden | Wedstrijden | Doelpunten | Doelpunten | Doelpunten | Punten | Kwalificatie          |
| #       | Land      | GW          | W           | V           | V          | T          | Saldo      | Punten | Kwalificatie          |
| 1       | Australië | 3           | 3           | 0           | 259        | 226        | +33        | 6      | Kwartfinale           |
| 2       | Italië    | 3           | 2           | 1           | 255        | 239        | +16        | 5      | Kwartfinale           |
| 3       | Duitsland | 3           | 1           | 2           | 257        | 273        | -16        | 4      | Mogelijke kwartfinale |
| 4       | Nigeria   | 3           | 0           | 3           | 230        | 263        | -33        | 3      |                       |

#### Wedstrijden
| Datum        | Land      | Resultaat | Land      |
| ------------ | --------- | --------- | --------- |
| 25 juli 2021 | Duitsland | 82 - 92   | Italië    |
| 25 juli 2021 | Australië | 84 - 67   | Nigeria   |
| 28 juli 2021 | Nigeria   | 92 - 99   | Duitsland |
| 28 juli 2021 | Italië    | 83 - 86   | Australië |
| 31 juli 2021 | Italië    | 80 - 71   | Nigeria   |
| 31 juli 2021 | Australië | 89 - 76   | Duitsland |

### Groep C

#### Stand
| Groep A |            |             |             |             |            |            |            |        |                       |
| #       | Land       | Wedstrijden | Wedstrijden | Wedstrijden | Doelpunten | Doelpunten | Doelpunten | Punten | Kwalificatie          |
| #       | Land       | GW          | W           | V           | V          | T          | Saldo      | Punten | Kwalificatie          |
| 1       | Slovenië   | 3           | 3           | 0           | 329        | 268        | +61        | 6      | Kwartfinale           |
| 2       | Spanje     | 3           | 2           | 1           | 256        | 243        | +13        | 5      | Kwartfinale           |
| 3       | Argentinië | 3           | 1           | 2           | 268        | 276        | -8         | 4      | Mogelijke kwartfinale |
| 4       | Japan      | 3           | 0           | 3           | 235        | 301        | -66        | 3      |                       |

#### Wedstrijden
| Datum           | Land       | Resultaat | Land       |
| --------------- | ---------- | --------- | ---------- |
| 26 juli 2021    | Argentinië | 100 - 118 | Slovenië   |
| 26 juli 2021    | Japan      | 77 - 88   | Spanje     |
| 29 juli 2021    | Slovenië   | 116 - 81  | Japan      |
| 29 juli 2021    | Spanje     | 81 - 71   | Argentinië |
| 1 augustus 2021 | Argentinië | 97 - 77   | Japan      |
| 1 augustus 2021 | Spanje     | 87 - 95   | Slovenië   |

### Beste derdes
| # | Groep | Land       | Wedstrijden | Wedstrijden | Wedstrijden | Doelpunten | Doelpunten | Doelpunten | Punten | Kwalificatie |
| - | ----- | ---------- | ----------- | ----------- | ----------- | ---------- | ---------- | ---------- | ------ | ------------ |
| # | Groep | Land       | GW          | W           | V           | V          | T          | Saldo      | Punten | Kwalificatie |
| 1 | C     | Argentinië | 3           | 1           | 2           | 268        | 276        | -8         | 4      | Kwartfinale  |
| 2 | B     | Duitsland  | 3           | 1           | 2           | 257        | 273        | -16        | 4      | Kwartfinale  |
| 3 | A     | Tsjechië   | 3           | 1           | 2           | 245        | 294        | -49        | 4      |              |

## Knock-out fase

### Rankschikking
| # | Land             | Wedstrijden | Wedstrijden | Wedstrijden | Doelpunten | Doelpunten | Doelpunten | Punten |
| - | ---------------- | ----------- | ----------- | ----------- | ---------- | ---------- | ---------- | ------ |
| # | Land             | GW          | W           | V           | V          | T          | Saldo      | Punten |
| 1 | Slovenië         | 3           | 3           | 0           | 329        | 268        | +61        | 6      |
| 2 | Frankrijk        | 3           | 3           | 0           | 259        | 215        | +44        | 6      |
| 3 | Australië        | 3           | 3           | 0           | 259        | 226        | -33        | 6      |
| 4 | Verenigde Staten | 3           | 2           | 1           | 315        | 233        | +82        | 5      |
| 5 | Italië           | 3           | 2           | 1           | 255        | 239        | +16        | 5      |
| 6 | Spanje           | 3           | 2           | 1           | 256        | 243        | +13        | 5      |
| 7 | Argentinië       | 3           | 1           | 2           | 268        | 276        | -8         | 4      |
| 8 | Duitsland        | 3           | 1           | 2           | 257        | 273        | -16        | 4      |

### Wedstrijden
|  | Kwartfinale      | Kwartfinale      |                  |    | Halve finale | Halve finale |  |  | Finale | Finale |
|  |                  |                  |                  |    |              |              |  |  |        |        |
|  | 3 augustus       |                  |                  |    |              |              |  |  |        |        |
|  |                  |                  |                  |    |              |              |  |  |        |        |
|  | Italië           | 75               |                  |    |              |              |  |  |        |        |
|  | Italië           | 75               | 5 augustus       |    |              |              |  |  |        |        |
|  | Frankrijk        | 84               |                  |    |              |              |  |  |        |        |
|  | Frankrijk        | 84               | Frankrijk        | 90 |              |              |  |  |        |        |
|  | 3 augustus       |                  | Frankrijk        | 90 |              |              |  |  |        |        |
|  |                  | Slovenië         | 89               |    |              |              |  |  |        |        |
|  | Slovenië         | Slovenië         | 89               | 94 |              |              |  |  |        |        |
|  | Slovenië         |                  | 7 augustus       | 94 |              |              |  |  |        |        |
|  | Duitsland        | 70               |                  |    |              |              |  |  |        |        |
|  | Duitsland        | 70               | Frankrijk        | 82 |              |              |  |  |        |        |
|  | 3 augustus       |                  | Frankrijk        | 82 |              |              |  |  |        |        |
|  |                  | Verenigde Staten | 87               |    |              |              |  |  |        |        |
|  | Spanje           | Verenigde Staten | 87               | 81 |              |              |  |  |        |        |
|  | Spanje           | 5 augustus       |                  | 81 |              |              |  |  |        |        |
|  | Verenigde Staten | 95               |                  |    |              |              |  |  |        |        |
|  | Verenigde Staten | 95               | Verenigde Staten | 97 |              |              |  |  |        |        |
|  | 3 augustus       |                  | Verenigde Staten | 97 |              |              |  |  |        |        |
|  |                  | Australië        | 78               |    | Troostfinale | Troostfinale |  |  |        |        |
|  | Australië        | Australië        | 78               | 97 | Troostfinale | Troostfinale |  |  |        |        |
|  | Australië        |                  | 7 augustus       | 97 |              |              |  |  |        |        |
|  | Argentinië       | 59               |                  |    |              |              |  |  |        |        |
|  | Argentinië       | 59               | Slovenië         | 93 |              |              |  |  |        |        |
|  |                  |                  |                  |    |              |              |  |  |        |        |
|  | Australië        | 107              |                  |    |              |              |  |  |        |        |
|  | Australië        | 107              |                  |    |              |              |  |  |        |        |

## Eindklassering
| Goud | Zilver | Brons | 4 |
| Verenigde Staten Kevin Durant Jayson Tatum Jrue Holiday Damian Lillard Zach LaVine Devin Booker JaVale McGee Bam Adebayo Khris Middleton Draymond Green Jerami Grant Keldon Johnson                      | Frankrijk Evan Fournier Nando de Colo Rudy Gobert Timothe Luwawu-Cabarrot Thomas Heurtel Nicolas Batum Guerschon Yabusele Vincent Poirier Moustapha Fall Frank Ntilikina Petr Cornelie Andrew Albicy | Australië Patty Mills Jock Landale Joe Ingles Nicholas Kay Aron Baynes Dante Exum Matisse Thybulle Christopher Goulding Duop Reath Nathan Sobey Matthew Dellavedova Josh Green       | Slovenië Jaka Blažič Vlatko Čančar Jakob Čebašek Žiga Dimec Luka Dončić Zoran Dragić Gregor Hrovat Edo Murić Aleksej Nikolić Klemen Prepelič Luka Rupnik Mike Tobey                                                    |
| 5 | 6 | 7 | 8 |
| Italië Simone Fontecchio Danilo Gallinari Niccolò Mannion Nicolò Melli Riccardo Moraschini Alessandro Pajola Achille Polonara Giampaolo Ricci Marco Spissu Amedeo Tessitori Stefano Tonut Michele Vitali | Tsjechië Patrik Auda Ondřej Balvín Jaromír Bohačík David Jelínek Lukáš Palyza Martin Peterka Tomáš Satoranský Blake Schilb Ondřej Sehnal Jakub Šiřina Jan Veselý Tomáš Vyoral                        | Spanje Alberto Abalde Álex Abrines Victor Claver Rudy Fernández Usman Garuba Marc Gasol Pau Gasol Willy Hernangómez Sergio Llull Xabier López-Arostegui Sergio Rodríguez Ricky Rubio | Duitsland Danilo Barthel Robin Benzing Isaac Bonga Niels Giffey Maodo Lô Andreas Obst Joshiko Saibou Johannes Thiemann Johannes Voigtmann Moritz Wagner Lukas Wank Jan Niklas Wimberg                                  |
| 9 | 10 | 11 | 12 |
| Argentinië Leandro Bolmaro Nicolas Brussino Francisco Caffaro Facundo Campazzo Gabriel Deck Marcos Delia Tayavek Gallizzi Patricio Garino Nicolas Laprovittola Luis Scola Juan Pablo Vaulet Luca Vildoza | Japan Yūdai Baba Gavin Edwards Rui Hachimura Tenketsu Harimoto Makoto Hiejima Kosuke Kanamaru Avi Schafer Daiki Tanaka Yūki Togashi Leo Vendrame Hugh Watanabe Yūta Watanabe                         | Nigeria Precious Achiuwa Caleb Agada Obi Emegano Chimezie Metu Ike Nwamu Jordan Nwora Jahlil Okafor Josh Okogie Chikezie Okpala Olumiye Oni Ekpe Udoh Nnamdi Vincent                 | Iran Samad Nikkhah Bahrami Saeid Davarpanah Aaron Geramipoor Hamed Haddadi Mohammad Hassanzadeh Philip Jalalpoor Mohammad Jamshidi Arsalan Kazemi Navid Rezaeifar Mike Rostampour Mohammadsina Vahedi Behnam Yakhchali |

St. Louis 1904 · Berlijn 1936 · Londen 1948 · Helsinki 1952 · Melbourne 1956 · Rome 1960 · Tokio 1964 · Mexico-Stad 1968 · München 1972 · Montréal 1976 · Moskou 1980 · Los Angeles 1984 · Seoel 1988 · Barcelona 1992 · Atlanta 1996 · Sydney 2000 · Athene 2004 · Peking 2008 · Londen 2012 · Rio de Janeiro 2016 · Tokio 2020 · Parijs 2024 · Los Angeles 2028
Medaillewinnaars 
Atletiek · Badminton · Basketbal · Boksen · Boogschieten · Gewichtheffen · Golf · Gymnastiek · Handbal · Hockey · Honkbal · Judo · Kanovaren · Karate · Klimsport · Moderne vijfkamp · Paardensport · Roeien · Rugby · Schermen · Schietsport · Schoonspringen · Skateboarden · Softbal · Surfen · Synchroonzwemmen · Taekwondo · Tafeltennis · Tennis · Triatlon · Voetbal · Volleybal · Waterpolo · Wielersport · Worstelen · Zeilen · Zwemmen